# Biserica Sfântul Nicolae din Râșnov
Biserica ortodoxă veche Sfântul Nicolae din Râșnov este un monument istoric aflat pe teritoriul orașului Râșnov. În Repertoriul Arheologic Național, monumentul apare cu codul 40376.10.

## Galerie

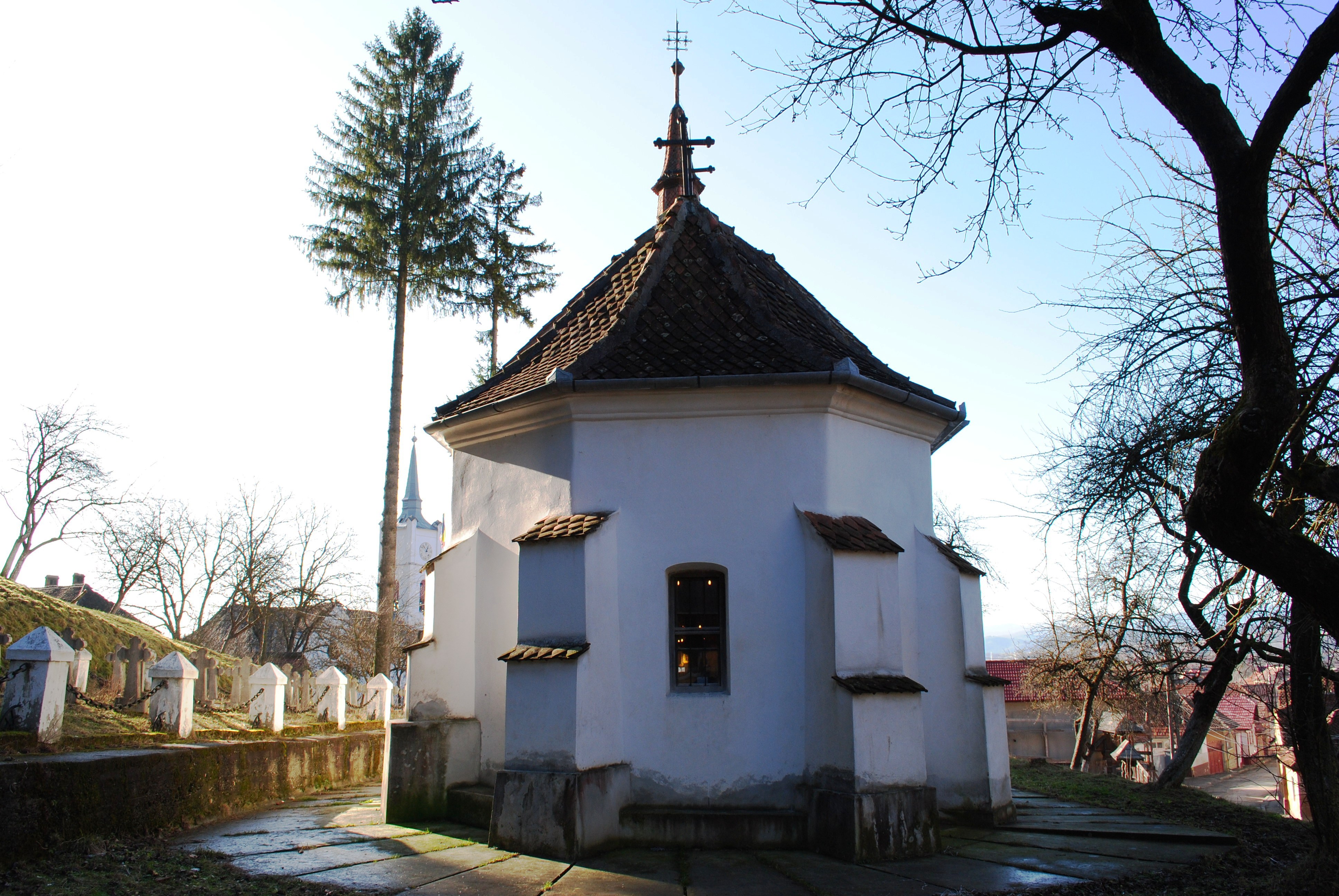
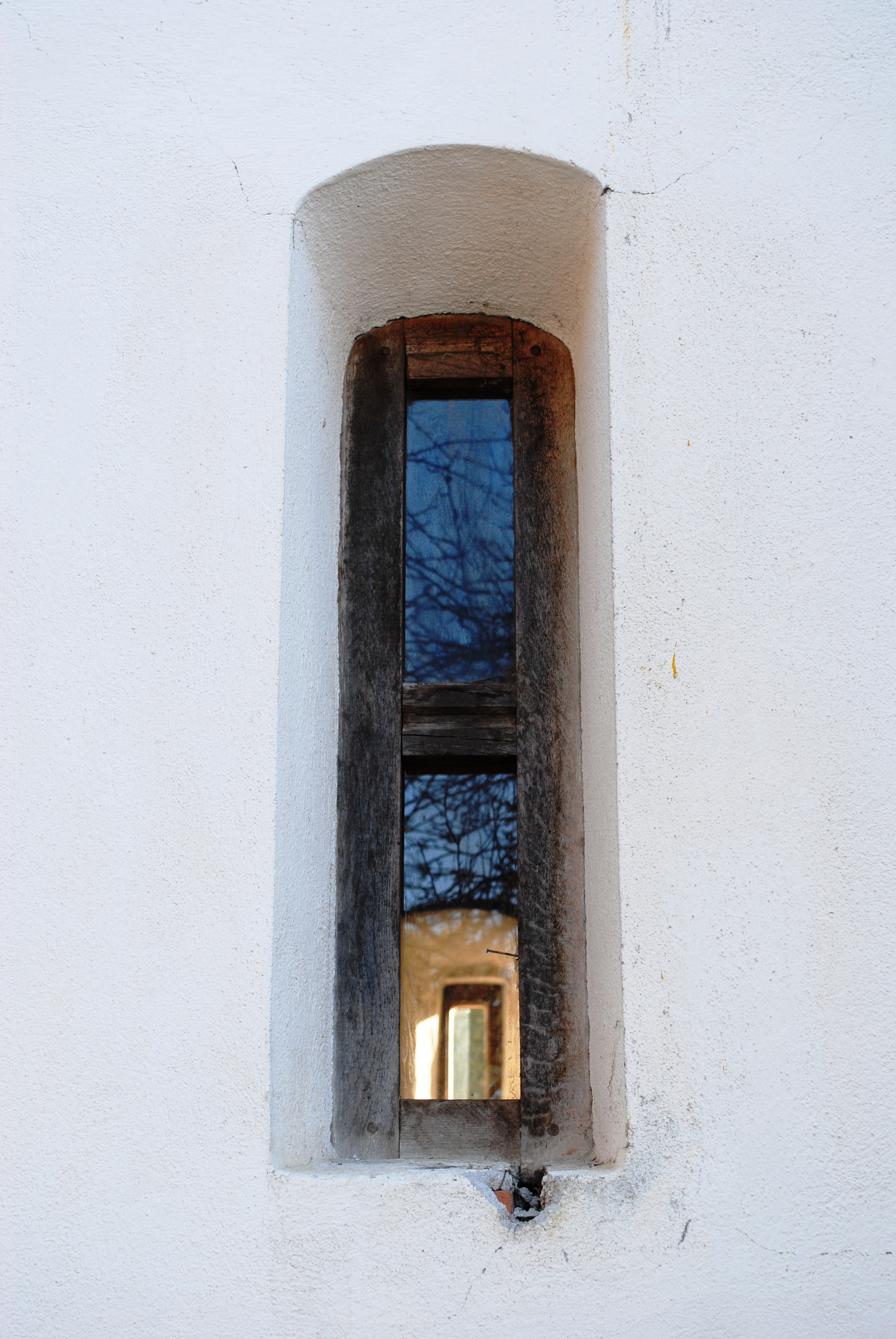
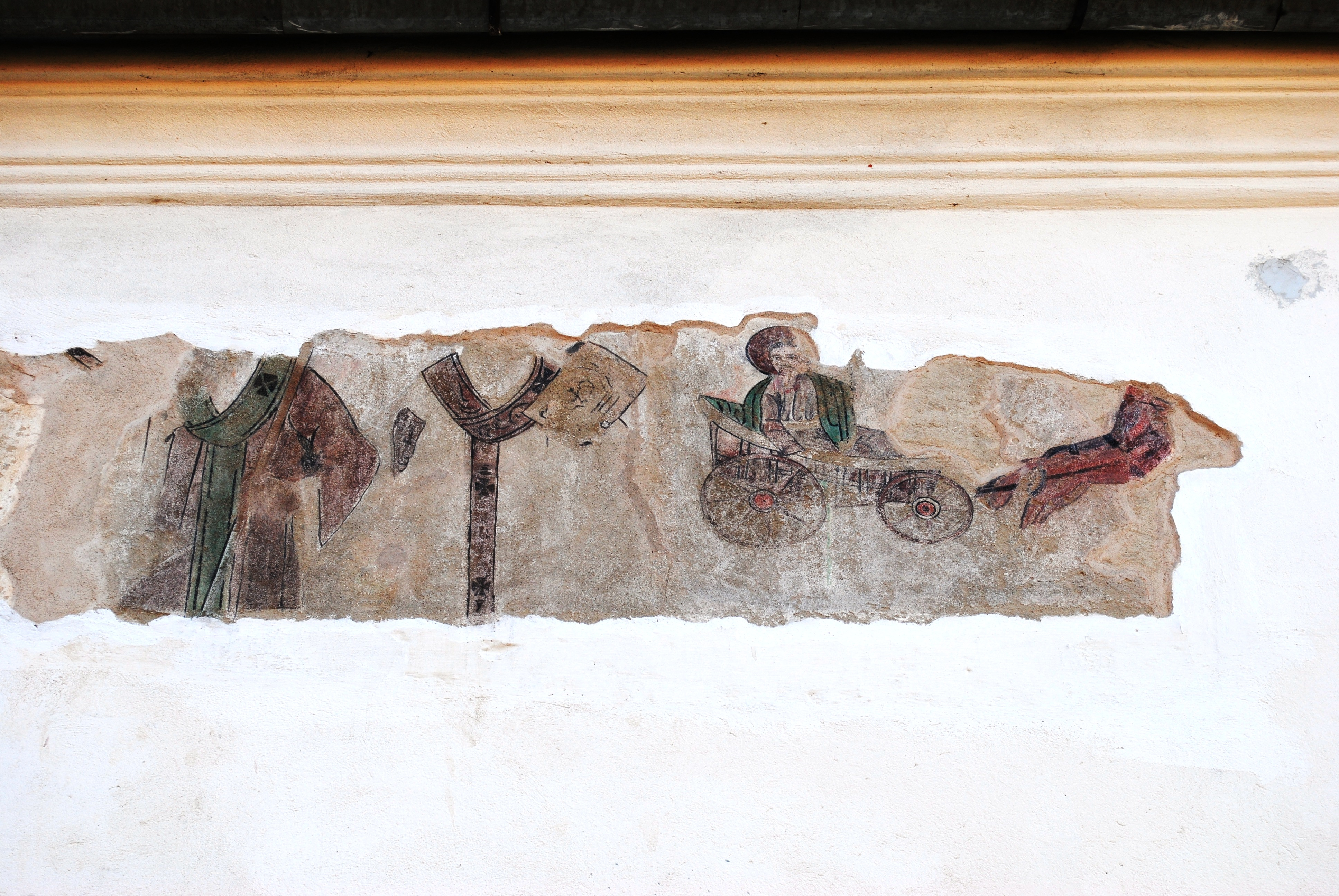
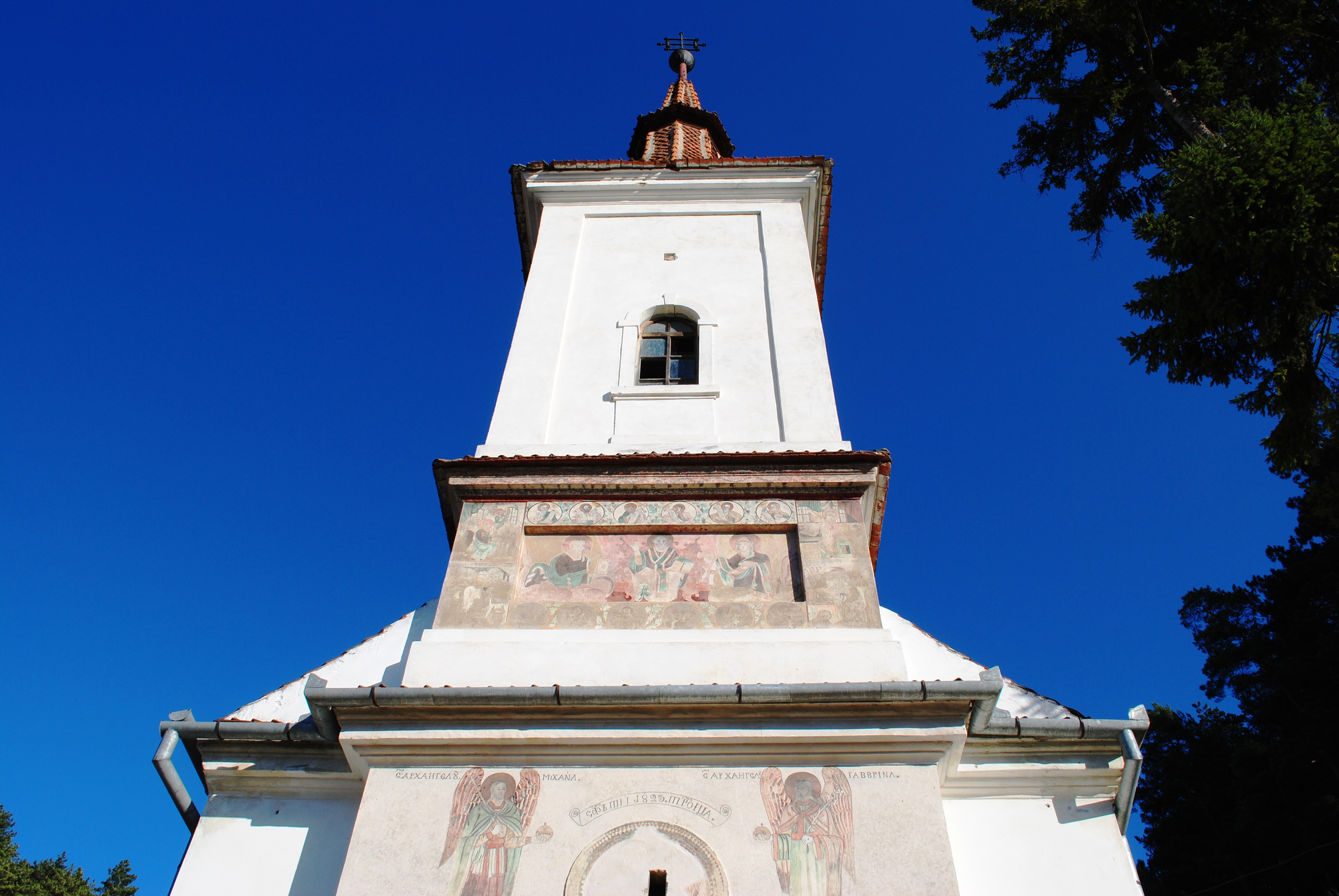